# Тер-Акопов, Аркадий Авакович
Арка́дий Ава́кович Тер-Акопов (1 января 1940, Хачмаз, Азербайджанская ССР — 3 августа 2003, Москва) — советский и российский правовед, специалист по уголовному и военному праву. Доктор юридических наук, профессор, заслуженный юрист РСФСР, действительный член Академии военных наук, полковник юстиции в отставке, профессор кафедры уголовной политики Международного независимого эколого-политологического университета, член Научно-консультативного совета при Верховном Суде Российской Федерации.

## Биография
Аркадий Авакович Тер-Акопов родился 1 января 1940 года в городе Хачмас АзССР (ныне — Республика Азербайджан).
До прихода в военную юстицию проходил военную службу в железнодорожных войсках.
Более 30 лет А. А. Тер-Акопов посвятил военно-юридическому образованию. 
В 1967 году окончил военно-юридический факультет Военно-политической академии имени В. И. Ленина,  до 1970 года проходил военную службу в качестве члена военного трибунала в Закавказье.
В 1970—1973 годах являлся адъюнктом кафедры уголовного права и процесса военно-юридического факультета Военно-политической академии. После окончания адъюнктуры и защиты диссертации на соискание ученой степени кандидата юридических наук (1973), продолжил научно-педагогическую деятельность в ВПА им. В. И. Ленина, в дальнейшем — в Военном Краснознаменном институте, Военной академии экономики финансов и права (ныне — Военном университете) на должностях преподавателя, старшего преподавателя, заместителя начальника кафедры, начальника кафедры уголовного права и процесса (1973—1993).
После увольнения из рядов Вооруженных сил профессор А. А. Тер-Акопов перешел на работу на юридический факультет Международного независимого эколого-политологического университета, где руководил кафедрой уголовной политики (1992—2002).
3 августа 2003 года на 64-м году жизни профессор А. А. Тер-Акопов скоропостижно скончался. Похоронен в Москве, на Останкинском кладбище.

## Научная деятельность
Профессор А. А. Тер-Акопов — представитель «военно-юридической диаспоры» в отечественной юридической науке. Среди воспитанников педагога А. А. Тер-Акопова — сотни военных юристов, среди которых — заместители Генерального прокурора России, судьи Верховного Суда Российской Федерации, заместители министра юстиции Российской Федерации, видные ученые-юристы, адвокаты; представители юридической общественности в государствах «ближнего зарубежья». Во многом благодаря принципиальной гражданской позиции проф. А. А. Тер-Акопова и его коллег удалось сохранить органы военной юстиции в непростые для них времена — начале 1990-х годов.
Более 20 лет профессор А. А. Тер-Акопов являлся членом Диссертационного совета «Военное право. Военные аспекты международного права». Концептуальные научные идеи профессора А. А. Тер-Акопова творчески реализованы и реализуются во многих диссертационных исследованиях выпускников военно-юридической школы.
Ученым разработана социально-правовая концепция юридического обеспечения безопасности человека, получившая широкое признание юридической научной общественности в России и за её пределами. С 1998 по 2003 годы вышли монографии «Безопасность человека», «Христианство. Мораль. Право. К 2000-летию Христианства», «Не физическая связь в уголовном праве» (последняя работа сдана в типографию за месяц до смерти), а также учебные пособия «Юридическая логика» и «Уголовная политика». Под научным руководством и соавторстве А. А. Тер-Акопова подготовлены рукописи коллективных монографий «Юридические проблемы экологического законодательства», «Духовно-нравственные основы противодействия преступности». Под руководством профессора А. А. Тер-Акопова на базе юридического факультета МНЭПУ (совместно с редакцией журнала «Государство и право» РАН) ежегодно, начиная с 1994 года, проводятся межвузовские научные конференции (семинары), посвященные проблемам правового обеспечения безопасности человека.
В качестве члена Научно-консультативного совета при Верховном Суде Российской Федерации А. А. Тер-Акопов принимал участие в теоретической разработке актуальных вопросов уголовного законодательства и практики его применения.
А. А. Тер-Акоповым опубликованы многочисленные научные работы, посвященные актуальным проблемам уголовного права и военно-уголовного законодательства, учебники по уголовному и военному праву, многочисленные комментарии к Уголовному кодексу, военно-уголовному законодательству.

### Основные труды
Всего ученым написано и издано около 220 научных работ.
- Советское уголовное право. Воинские преступления. Учебник. — М.(место издания всех публикаций автора, если не указано иное — Москва), Военный институт (далее по тексту — ВИ), 1978. (в соавт.).
- Советское уголовное и исправительно-трудовое право. Общая часть советского уголовного права. Учебник. — ВИ, 1985. (в соавт.).
- Советское уголовное и исправительно-трудовое право. Логические основы квалификации преступлений. Учебник. — ВИ, 1987. (в соавт.).
- Основы советского права. Учебник. — Воениздат, 1991.(в соавт.).
- Уголовное право Российской Федерации. Воинские преступления. Учебник. — ВАЭФиП, 1993. (в соавт.).
- Основы права. Учебник. — Воениздат, 1994. (в соавт.)
- Судебная логика. Учебное пособие. — ВИ, 1975.
- Судебная логика. Учебное пособие. — ВИ, 1980.
- Бездействие как форма преступного поведения. Монография. — Юрид. лит., 1980.
- Добровольный отказ от совершения преступления. Монография.- Юрид. лит., 1982.
- Правовые основания ответственности за воинские преступления. Докт. дисс. — ВИ, 1982.
- Уголовное право Российской Федерации (часть Общая). Учебное пособие. — 1993.(в соавт.)
- Уголовное право России. Общая часть — ВИ. 1993. (в соавт.)
- Уголовное право Российской Федерации. Учебное пособие. — МОСУ, 1994.
- Правовые основания уголовной ответственности. Учебное пособие. — ВИ, 1981.
- Новое уголовное право России. Особенная часть. Учебное пособие. — «Зеркало ТЕНС», 1995. (в соавт.)
- Уголовное право. Учебник. Общая часть. — «Спарк», 1995. (в соавт.)
- Военное право. Учебник. — М.: Всеармейский издательский центр гуманитарной учебной литературы, 1996. (в соавт.).
- Российское уголовное право. Общая часть. — «Спарк», 1997. (в соавт.)
- Российское уголовное право. Особенная часть. Учебник. — «Спарк», 1998. (в соавт.).
- Уголовное право РФ. Часть Особенная. Учебник. — «Норма», 1998.
- Уголовное право РФ. Часть Общая. Учебник. — МНЭПУ, 1998.
- Уголовная политика Российской Федерации. Монография. — МНЭПУ, 1999.
- Ответственность за нарушение специальных правил поведения. Монография. — М.: Юрид. лит., 1995.
- Безопасность человека. Монография. — МНЭПУ, 1998.
- Христианство. Государство. Право. Монография. — МНЭПУ, 2000.
- Проблемы юридического обеспечения экологической безопасности. Монография. — МНЭПУ, 2001. (в соавт.).
- Преступления против военной службы (военно-уголовное законодательство РФ). Учебник — Юрид. лит., 1998. (в соавт).
- Преступления и проблемы нефизической причинности в уголовном праве. Монография. — «ИКФ ЭКМОС», 2003.
- Безопасность человека: социальные и правовые основы. Монография. — М.: «Норма», 2005 г.
- Христианское учение о преступлении и наказании. Монография. — М: «Норма», 2009 (в соавт).
- Научно-практические комментарии, научные статьи и иные научные работы
- Применение статистики в криминологических исследованиях в войсках. — ВПА, 1973. (в соавт.)
- Логические основы квалификации преступлений. — ВИ, 1983.
- Взаимосвязь учебника и учебной программы. — Сборник «Пути совершенствования содержания и структура учебников и учебных пособий для специальных ВВУЗов». — ВИ, 1985.
- Частная методика преподавания советского уголовного права. — ВИ, 1984. (в соавт.).
- Методика преподавания юридических дисциплин. — ВИ, 1988. (в соавт.).
- Актуальные вопросы применения советского уголовного и уголовно-процессуального законодательства органами военной юстиции. — ВИ, 1989. (в соавт.).
- Комментарий Закона об уголовной ответственности за воинские преступления. Юрид. лит., 1981. (в соавт.).
- Командиру о военно-уголовном законодательстве. — Воениздат, 1982. (в соавт.).
- Командиру о военно-уголовном законодательстве. — Воениздат, 1985. (в соавт.).
- Определение сущности бездействия. // Советское государство и право. — 1976.- № 12.
- Об одной судебной ошибке. // Бюллетень Военной коллегии Верховного Суда СССР. −1971. — № 1.
- Некоторые вопросы правового обеспечения социальной активности военнослужащих. — Сборник «Философские и социально-экономические проблемы войны и армии». — ВПА, 1973.
- Теоретические вопросы причинно-следственной связи в преступных нарушениях порядка несения воинской службы. — Сборник «Вопросы теории военного законодательства и практики его применения». — ВПА, 1974.
- Причинная связь в преступлениях, связанных с нарушением должностных функций. // Советская юстиция. −1984. — № 22.
- Установление причинной связи по уголовному делу.//Советская юстиция.-1985.-№ 17.
- Роль правового воспитания в морально-психологической подготовке воинов. — Сборник статей ВИ. — 1975.-№ 11.
- Научно-технический прогресс и некоторые вопросы причинной связи в уголовном праве. — Сборник «Научно-технический прогресс и проблемы уголовного права». — Всесоюзный институт прокуратуры СССР, 1975.
- Некоторые вопросы совершенствования законодательства о борьбе с воинскими правонарушениями. — Сборник «Вопросы укрепления социалистической законности и правопорядка в Вооруженных Силах СССР». — ВИ, 1982.
- Проблемы ответственности ненадлежащих субъектов воинских отношений. — Сборник «Актуальные вопросы социалистической законности и правопорядка. Субъект воинского преступления». — ВИ, 1984.
- Процессуальная форма установления преступности деяния. — Сборник «Вопросы теории уголовного процесса и практики применения уголовно-процессуального законодательства в связи с его изменениями и дополнениями». — ВИ, 1985.
- Регулирование освобождения от уголовной ответственности, возможности его совершенствования. Сборник Академии МВД СССР «Актуальные проблемы применения уголовного законодательства в деятельности органов внутренних дел».- 1984.
- Правовая характеристика субъекта воинского преступления. // Сборник статей, № 19. — ВИ, 1984.
- Комментарий Закона об уголовной ответственности за воинские преступления. — Юрид. лит., 1986. (в соавт.)
- Ответственность за нарушения правил обращения с оружием. // Советская юстиция. −1986. — № 13.
- Принцип дополнительности в определении преступности деяния. // Сборник статей, № 20. — ВИ, 1984.
- Квалификация преступлений как форма познавательной деятельности. — Сборник «Вопросы укрепления законности». — Институт прокуратуры СССР, 1986.
- Некоторые вопросы ответственности за преступления, предусмотренные ст. 15 Закона. — Сборник «Вопросы теории и практики применения уголовного законодательства в связи с изменениями, внесенными а законодательство о воинских преступлениях Указом Президиума Верховного Совета СССР от 15 декабря 1983 г». — ВИ, 1988.
- Вопросы совершенствования военно-уголовного законодательства. // Советское государство и право. −1989. — № 5. (в соавт.)
- Развитие системы советского военно-уголовного законодательства. — Сборник «50 лет военно-юридического образования». — ВИ, 1987.
- Нюрнбергские принципы уголовной ответственности и их реализация в советском законодательстве. — Сборник «Уроки Нюрнберга. Материалы международной конференции № 11 от 13.11.1986.». 1986.
- Развитие военно-криминологической науки. — Сборник Военный Краснознаменный Институт. 50 лет" — ВИ, 1990.
- Совершенствование законодательства об ответственности военнослужащих. — Сборник «Право и советские Вооруженные Силы. Опыт истории и современность». — ВИ, 1989.
- Концепция развития юридического образования и её реализация в подготовке военных юристов. // Советское государство и право. −1990.-№ 9.
- Социальная многофакторность неуставных взаимоотношений. — Сборник трудов Всесоюзного института по изучению причин и предупреждению преступности. — 1987.
- Основания дифференциации уголовной ответственности за деяния, предусмотренные уголовным законом. // Советское государство и право.-1991.-№ 10.
- Проблемы совершенствования военно-правовых исследований. — Сборник «Советское военное право. Теоретические проблемы». — ВИ, 1990.
- Военной юстиции — быть! // Советское государство и право. −1992. — № 1. (в соавт.)
- Проблемы изучения и предупреждения правонарушений военнослужащих на современном этапе строительство советских Вооруженных Сил. — Сборник Предупреждение правонарушений военнослужащих на современном этапе военного строительства". — ВИ, 1992.
- О правовых аспектах психической активности и психологической безопасности человека. // Государство и право. — 1993. — № 4.
- Преступление и наказание. Комментарий к проекту УК РФ. — «Де-Юре», 1993. (в соавт.).
- Теоретические проблемы военно-уголовного законодательства и их правовое решение. — Сборник «Актуальные проблемы правового обеспечения военной реформы». — ВИ, 1993.
- Комментарий к УК РСФСР. — Ярославль, изд-во Ярославского государственного ун-та, 1993. (в соавт.).
- Комментарий к УК РСФСР. — «Манускрипт», 1993.
- Современные тенденции развития уголовного законодательства и уголовно-правовой теории. // Государство и право. −1994.-№ 6. (в соавт.).
- Проблемы личности в уголовном праве. — «Человек: преступление и наказание», Рязанская ВШМ, 1994.-№ 1 (2).
- Уголовный кодекс России (проект). // Институт государства и права РАН. — 1995. (в соавт.)
- Новое в уголовном праве РФ. — МНЭПУ, 1995.
- Социально-правовые аспекты экологической безопасности человека. // Научные труды МНЭПУ. — МНЭПУ, 1994.
- Специальные, правовые и экологические аспекты безопасности человека. — Сборник "Материалы первой научной конференции студентов и преподавателей юридического факультета, состоявшейся 18 мая 1994 г. — МНЭПУ, 1996.
- Воинские преступления. Сквозь призму нового кодекса. «Уголовный кодекс Российской Федерации», Федеральный закон. Комментарии специалистов. — «Российская газета», изд-во «Воскресенье», 1996. (в соавт.).
- Комментарий к УК РФ. — «Вердикт», 1996. (в соавт.).
- Комментарий к УК РФ. — «Норма», Издания 1,2,3,4. 1996, 1998, 2000, 2002. (в соавт.).
- Некоторые вопросы применения уголовного законодательства за преступления против военной службы. — Бюллетень Управления военных судов и Военной Коллегии Верховного Суда РФ. −1997. — № 1 (165). (в соавт.).
- Словарь по уголовному праву. — «БЕК», 1997. (в соавт).
- Уголовно-правовое обеспечение экологической безопасности в условиях вооруженного конфликта. — Сборник «Природа против войны». — МНЭПУ, 1998.
- Понятие, предмет и система безопасности человека. Безопасность юридическая. // Правовое обеспечение безопасности человека. Научные труды МНЭПУ. — МНЭПУ, 1998.
- Безопасность Человека в России: современное состояние, вызовы и угрозы // Материалы международной конференции, посвященной 50-летию Всеобщей декларации Прав Человека. Научные труды МНЭПУ. — МНЭПУ, 1999.
- Христианские начала и их развитие в российском праве. — // Российская юстиция, 2001, N 7.
- Безопасность человека и юридические средства её обеспечения // Юридическая безопасность человека в России. Угрозы и вызовы в сфере юриспруденции. Научные труды МНЭПУ. — МНЭПУ, 2001.
- Библейские заповеди: христианство как метаправо современных правовых систем// Российская юстиция — 2002 — N 6 (в соавт).
- Нравственно-правовой императив развития цивилизации // Современные проблемы цивилизации. Научные труды МНЭПУ — МНЭПУ, 2001.
- Научно-практический комментарий к УК РФ. — «СПАРК», 2003 (в соавт).
- Духовность в механизме преступного поведения // Криминальная безопасность человека в России. Сборник материалов конференции. Научные труды МНЭПУ. — МНЭПУ, 2003.

## Награды
За заслуги перед Отечеством А. А. Тер-Акопов награждён орденом «За службу Родине в Вооружённых Силах СССР» 3 степени и медалями; ему присвоено почетное звание «Заслуженный юрист РСФСР». Профессор А. А. Тер-Акопов награждён Дипломом Высшей юридической премии «Фемида» за личный вклад в становление и развитие демократического общества в России.